# Seem (taalkunde)
Een seem is in de semantiek en de tekstlinguïstiek een "minimale" betekenisdragende eenheid, waardoor het ene semeem wordt onderscheiden van het andere.
De functie van een seem in de semantiek is goed vergelijkbaar met die van een distinctief kenmerk in de fonologie (waarmee minimale paren worden onderscheiden). Wat in de semantiek onder een seem wordt verstaan, komt daarnaast overeen met een semantisch kenmerk in de componentenanalyse. Anderzijds komt een seem in de semantiek ruwweg overeen met een lexeem in de lexicologie en een vrij morfeem in de morfologie. Al deze begrippen zijn echter zeker niet onderling uitwisselbaar, aangezien ze steeds op andere deelgebieden van de taalkunde betrekking hebben.

## Achtergrond
De term "seem" is in de jaren 30 van de 20e eeuw bedacht door taalkundige Éric Buyssens. Later is deze term uitgewerkt door onder andere Algirdas Greimas, Bernard Pottier en Tzvetan Todorov, die tevens de vergelijking met een atoom maakten.

## Voorbeelden
Het semeem "vrouw" bezit in ieder geval de semen [menselijk], [vrouwelijk] en [volwassen]. Deze drie semen gelden daarnaast voor alle semen waar "vrouw" een archisemeem van is, dat wil zeggen alle hyponiemen van "vrouw" zoals "koningin", "moeder" en alle afgeleiden hiervan, behalve "tienermoeder" waarvoor het seem [volwassen] niet geldt.
Het semeem "leeuwin" heeft wel de semen [vrouwelijk] en [volwassen], maar niet het seem [menselijk] gemeen met "vrouw", "koningin" en "moeder". Op zijn beurt hoort het seem [vrouwelijk] bij alle drie de sememen "vrouw", "moeder" als "koningin".
Een woord als Zitgelegenheid kan op deze manier als volgt semantisch worden geanalyseerd:
|        | Om te zitten | Met poten | Voor 1 persoon | Met rugleuning | Met armleuning |
| ------ | ------------ | --------- | -------------- | -------------- | -------------- |
| Canapé | +            | +         | -              | (+)            | (+)            |
| Zetel  | +            | +         | +              | +              | +              |
| Stoel  | +            | +         | +              | +              | -              |
| Krukje | +            | +         | -              | -              | -              |

De semen worden binair weergegeven, waarbij een + betekent dat het betreffende seem wel geldt voor het bijbehorende semeem. Een - betekent dat het betreffende seem niet geldt. Ditzelfde '+/-'-systeem wordt gebruikt voor distinctieve kenmerken in de fonologie.